# Conosiphon mirabilis
Conosiphon mirabilis är en tvåvingeart som beskrevs av Pavel Lehr 1967. Conosiphon mirabilis ingår i släktet Conosiphon och familjen rovflugor. Inga underarter finns listade i Catalogue of Life.